# Glomaceae
Glomaceae är en familj av svampar. Glomaceae ingår i ordningen Glomales, klassen Zygomycetes, divisionen oksvampar och riket svampar.
Familjen innehåller bara släktet Glomus. Glomaceae är enda familjen i ordningen Glomales.